# روتن (تگزاس)
روتن، تگزاس(به انگلیسی: Rotan, Texas) شهری در ایالت تگزاس از ایالات جنوبی ایالات متحده آمریکا است. در سرشماری سال ۲۰۰۰، جمعیت این شهر ۱۶۱۱ نفر اعلام شد.